# Jesús María de Jesús Moya
Jesús María de Jesús Moya (Sabana Angosta, Villa Tapia, Hermanas Mirabal, 28 de noviembre de 1931) es un obispo dominicano. Actualmente es obispo emérito de la diócesis de San Francisco de Macorís.

## Biografía
Jesús María de Jesús Moya nació el 28 de noviembre de 1934 en Sabana Angosta, paraje de Villa Tapia, anteriormente denominado La Jaguar, que entonces formaba parte de la provincia de La Vega. Sus padres fueron Gil de Jesús y Nicolasina Moya. Aunque su apellido paterno es De Jesús, siempre ha sido conocido como el padre Moya.
Fue bautizado al mes de nacer, por Fray Francisco de Castro.

### Formación y sacerdocio
Realizó sus primeros estudios en la escuela rudimentaria “Ruth Ávila”, construida por Trujillo en ocasión del centenario de la Independencia de la República Dominicana. 
A los 16 años, el 27 de septiembre de 1950, ingresó al Seminario Pontificio Santo Tomás de Aquino, donde cursó estudios de humanidades, filosofía y teología.
Fue ordenado presbítero en la Catedral Santiago Apóstol, el 18 de marzo de 1961, por Monseñor Hugo Eduardo Polanco Brito. 
El 9 de octubre de 1962 fue nombrado vicerrector del Seminario Menor San Pío X, en Licey al Medio, y en 1966 fue designado rector de dicho seminario y vicario parroquial en la Parroquia Sagrado Corazón de Jesús, de esa comunidad. 
En su ministerio sacerdotal, fue delegado de la Conferencia del Episcopado Latinoamericano y miembro de su departamento de liturgia.
Tras varios años de trabajo pastoral, realizó estudios de postgrado en Madrid, España, entre 1967 y 1968, y en Quito, Ecuador, de 1970 a 1971. 
En la entonces diócesis de Santiago de los Caballeros, desempeñó las funciones de vicario de la Catedral Santiago Apóstol, capellán del Politécnico Nuestra Señora de las Mercedes y de la Escuela superior Emilio Prud’ Homme, dedicada a la formación de maestros, y párroco en Imbert, Puerto Plata.

### Episcopado
Durante el gobierno pastoral de Roque Antonio Adames Rodríguez, ostentando el cargo de vicario general de la diócesis, fue nombrado por el papa Pablo VI como obispo auxiliar de Santiago de los Caballeros y titular de Maxita, el 13 de abril de 1977.
Fue ordenado en la Catedral Santiago Apóstol por el cardenal Octavio Antonio Beras Rojas, el 21 de mayo de 1977.
El 21 de abril de 1984, el papa Juan Pablo II lo traslada a la diócesis de San Francisco de Macorís como su segundo obispo, de la cual tomó posesión el 5 de mayo de 1984.
El 31 de mayo de 2012, el papa Benedicto XVI le aceptó la renuncia presentada por motivos de edad al gobierno pastoral de la diócesis. Fue sucedido por Monseñor Fausto Ramón Mejía Vallejo.
Actualmente reside en San Francisco de Macorís y se desempeña como director espiritual en el Seminario Pontificio Santo Tomás de Aquino.